# Youth Brigade (California)
Gli Youth Brigade sono un gruppo hardcore punk statunitense, formato nel 1980 a Hollywood, Los Angeles, dai fratelli Mark Stern, Adam Stern e Shawn Stern. Il gruppo ha fondato la BYO Records (Better Youth Organization).

## Discografia[1]

### Album di studio
- 1982 - Sound & Fury  (BYO)[2]
- 1983 - Sound & Fury (BYO)  (album diverso dal precedente ma dal titolo uguale, essendo stata la band non soddisfatta della versione sfornata nell' '82)
- 1984 - Sink with Kalifornija (BYO)
- 1986 - The Dividing Line (come The Brigade, BYO)[2]
- 1994 - Happy Hour (BYO)
- 1996 - To Sell the Truth (BYO)
- 1998 - Out of Print (BYO)
- 1999 - BYO Split Series, Vol. 2 (split con gli $wingin' Utter$, BYO)

### EP
- 1984 - What Price (BYO)[2]
- 1992 - Come Again (BYO)
- 1993 - All Style No Substance (BYO)

### Raccolte
- 2002 - A Best of Youth Brigade (Golf)

## Formazione[2]
- Shawn Stern - chitarra, voce
- Mark Stern - batteria, voce
- Adam Stern - basso
- Bob Gnarly Stern - basso